# Nesocerus madagascariensis
Nesocerus madagascariensis är en insektsart som beskrevs av Evans 1954. Nesocerus madagascariensis ingår i släktet Nesocerus och familjen dvärgstritar. Inga underarter finns listade i Catalogue of Life.